# 不朽 (香港作家)
不朽（又稱「泰勒」，1995年5月23日—），本名李明慧，香港作家，現居臺灣，曾於中国大陆、香港、臺灣三地就學，著有《想把餘生的溫柔都給你》等作品。

## 生平
不朽於香港出生，小時候受其父親影響而閱讀不同類型的書籍，並有成為「作家」的夢想，渴望能創作出如般眾所周知的文學作品。12歲時，她在收看一齣臺灣電視劇時，留意到劇中一名配角的悲慘遭遇後，質疑編劇在劇情上的編排，故而嘗試透過改寫劇情，以此賦予他一個美滿的結局，她由此尋覓到故事創作的樂趣，亦因而啟發其對文學創作的熱誠，更產生一種「非中文系不讀」的想法。
後來，她因於公開考試成績欠佳，未能在香港入讀心儀大學，故於2013年轉往台灣升學，就讀於台灣師範大學，大一原就讀應用華語文學系，後轉入國文學系。2015年，她開始於社交媒體發佈貼文，以緩解其因生活與日常開支等而造成的心理壓力——據她在一個訪問中指出，隨著時代的變遷，人們甚少在外閱讀書籍，而在智能手机盛行的現代社會中，她認為篇幅較短的文章既不會花費人們太多時間閱讀，亦能令讀者從中得到心靈上的慰藉。

### 患上抑鬱
大學時曾於一間出版社任職實習編輯，但這種工作經歷卻使她明白文字工作並非如想像般的理想，加上身受家庭、經濟等方面的情緒壓力，致使她出現精神層面的問題。2016年，在負面情緒纏繞下的她，曾一度抗拒上學、工作，亦對眼前的目標失去希望，而這種情況更維持了數個月。需要服食安眠药的她，曾經透過社交媒體述說其感受，但網民的一則回應使她的情緒受到影響。有網民曾透過社交媒體的私人訊息中指出，她的貼文對其生活產生負面影響。她收悉有關信息後，曾有一段時間不願進行文字創作，但與此同時卻讓她知道其在網路上的責任之重要。同時，她亦開設另一個社交媒體帳戶，在繼續記錄自身生活的同時，亦給予一個空間予其檢視及改善自身的文字創作。
後來，室友的一句話，加上心裡曾浮現自殺的念頭，令她意識到自己「真的生病了」，後經醫生診斷後證實患上情感障礙。縱然她起初對於自己患上此病而忿忿不平，但其後體會到人是情緒的主人，需要予以接受和照料。這些經歷不僅驅使她重新接觸文字創作，亦使其領悟到人性同時有著正、負兩面。及後，在得到出版社青睞之下，其出版的首部作品《與自己和好如初》面世。。

### 近況
2018年，不朽從國立台灣師範大學畢業後，選擇繼續於台灣發展，無意回流香港。據她在一些訪問中指出，相對於香港而言，台灣的文化氣息較為濃厚、生活節奏較慢，且當地的人民較為喜愛閱讀書籍，認為這種風氣能夠有助華文創作者在當地發展；與此同時，她亦留意到當地的生活壓力較香港為低，而在其認識的人中，亦不乏一些堅持夢想之人。同年8月，她獲女人迷邀請進行一場沙龍，分享其對失戀的經驗和見解。
2019年，她獲臺北市私立復興實驗高級中學邀請，於該校進行一場TEDx演講。她亦曾於同年上映的台灣電視劇《想見你》中，參與分集標題的文字創作。同年報考並錄取北京电影学院廣播電視專業（碩）。
2022年，不朽畢業於北京电影学院廣播電視專業。同年，出版新書《生活是無以名狀的碎片》

## 筆名由來
據不朽指出，作為一個遗忘之人，面對不斷更迭的情緒狀態，她認為以文字記錄「可成為一種不朽的狀態」，使得過了一段時間以後也能重新閱讀，故取其筆名作「不朽」，並沿用至今；與此同時，這二字亦成為她對自身的一個期望，願自己不會淪為一個腐朽之人。

## 寫作風格
不朽起初透過社交媒體，以圖文並茂的方式記錄自身的生活與感受。曾經透過社交媒體述說其受憂鬱症所苦之感受，但網民指出此般貼文對其生活產生負面影響。她收悉有關信息後，曾暫時停止文字創作並其重新思考創作方向，後以不向讀者傳遞任何負面思緒作為創作目標。
長久而來，她在創作上秉持「為了自己而寫」的信念，既起自我療癒的作用，亦藉此抒發內心的思緒。為了避免讓讀者產生悲觀想法，她會將有關文字加以修飾，方能公諸於世，使得讀者在閱讀其文字時，能夠建構一種正面思維。例如，她曾以一例强奸案為切入點，利用簡單、直白的文字，抒發一種對世間醜惡之事無所理解的感觸，於社交媒體上獲得不少網民認同。

## 著作
2017年，她出版個人首部著作《與自己和好如初》，以雙封面形式設計，當中收錄的作品大部份是其於2016年情緒陷入低潮時所寫的。該書以從正、負兩面作為切入點，讓讀者明白縱使人生經歷過不少的苦與難，也要感恩自己能在人生的種種經歷中學懂勇敢，「與自己和好」。
2018年，《想把餘生的溫柔都給你》出版，為一本結合散文和短篇小说的作品。書中，她以青春、旅程等為切入點，述說自身對人生的種種經歷和曉悟，而當中的小說部份於翌年出版的作品《你的少年念想》中獲延續。據她於一個訪問中指出，《你的少年念想》一書的書名採用回文形式，期盼讀者能夠透過閱讀書中內容，領略她想在書中帶出的告白感覺。
2020年，《所有溫柔都是你的隱喻》出版，亦為其首部照片散文集。書中，她以散文的方式，向讀者闡述其自身的人生經歷，指出人生總會經歷高低起伏，但這些經歷當中終究隱藏著泛泛「溫柔」。
2021年，她出版第五部作品《月亮是夜晚唯一的光芒》，以散文的方式，記述其失眠的經歷，並藉此流露出自身對一切不完美事物之愛。
2022年，《生活是無以名狀的碎片》出版，英文書名: "Silhouetted Fragments"，為不朽首部「眉批問答集」，以其於社交媒體限時動態的提問結集而成。書中，她以一問一答的方式，道出其對生活的100片「碎片」，並將之結合成人生的真實模樣。

## 獲獎記錄
2018年，其著作《想把餘生的溫柔都給你》獲得誠品書店「台灣十大暢銷書排行榜」第二名，並於同年「台灣年度十大華文文學作家」獲得第二名，僅次於台灣作家龍應台。
其後，她於連續兩年（2019至2020年）的誠品書店「台灣年度十大華文文學作家榜」中獲得第一名。2020年，她除了獲得誠品書店「香港年度十大華文文學作家」第一名外，亦憑藉《所有溫柔都是你的隱喻》獲得「香港年度暢銷新書」第五名及「台灣年度暢銷新書」第三名。
| 年份 | 獎項                                           | 得獎書籍                 | 結果   | 參考資料                    |
| ---- | ---------------------------------------------- | ------------------------ | ------ | --------------------------- |
| 2018 | 誠品書店「台灣十大暢銷書排行榜」               | 《想把餘生的溫柔都給你》 | 第二名 | [ 15 ]                      |
| 2018 | 誠品書店「台灣年度十大華文文學作家榜」         | （不適用）               | 第二名 | [ 24 ]                      |
| 2019 | 誠品書店「台灣年度十大華文文學作家榜」         | （不適用）               | 第一名 | [ 29 ]                      |
| 2019 | 誠品書店「香港年度十大華文文學作家榜」         | （不適用）               | 第三名 | [ 29 ]                      |
| 2020 | 誠品書店「台灣十大暢銷書排行榜」               | 《所有溫柔都是你的隱喻》 | 第三名 | [ 30 ] [ 31 ]               |
| 2020 | 誠品書店「香港十大暢銷書排行榜」               | 《所有溫柔都是你的隱喻》 | 第五名 | [ 27 ]                      |
| 2020 | 誠品書店「台灣年度十大華文文學作家榜」         | （不適用）               | 第一名 | [ 26 ] [ 30 ] [ 31 ] [ 32 ] |
| 2020 | 誠品書店「香港年度十大華文文學作家榜」         | （不適用）               | 第一名 | [ 26 ] [ 30 ] [ 31 ] [ 32 ] |
| 2021 | 誠品書店「台灣年度十大華文文學作家榜」         | （不適用）               | 第一名 | [ 25 ] [ 33 ]               |
| 2022 | 博客來「台灣年度十大華文文學暢銷書榜」         | 《生活是無以名狀的碎片》 | 第六名 | [ 34 ]                      |
| 2022 | 誠品書店「台灣年度暢銷作家—華文文學作家TOP10」 | （不適用）               | 第二名 | [ 35 ]                      |
| 2022 | 誠品書店「香港年度十大華文文學作家榜」         | （不適用）               | 第二名 | [ 36 ]                      |

## 迴響
自從不朽於社交媒體開始發佈貼文後，關注度與日俱增。以Instagram為例，她在平台上的追隨者數目由起初的1000名，逐步增加至2018年中的16萬名，並於同年年底達到20萬名。與此同時，她亦曾於台灣出席多場活動，反應甚佳，甚至有參與者曾參與其各場見面會。縱然其知名度日增，但她曾表示無意擔任其他廠商的代言人，認為此舉或會令自己忘卻創作的初衷。
2021年，一名來自臺中市立大甲高級中等學校的學生在閱讀不朽的著作《想把餘生的溫柔都給你》後，以「青春代名詞」為題撰寫閱讀心得，結果在「110學年度第一學期全國高中閱讀心得寫作比賽」中獲得特優。而該書亦曾於2020年獲台灣傳媒推薦，並與其他療癒系書籍納入於一份書單之中，指出讀者可透過閱讀該等書籍，緩解因2019冠状病毒病疫情而可能出現的情緒問題。事實上，不朽的著作曾數度獲傳媒推薦，指出其作品有治癒讀者心靈的功能。

## 外部連結
- 不朽的Instagram帳戶
- 不朽的新浪微博
- YouTube上的不朽頻道